# Ashton Eaton
Ashton Eaton (* 21. Januar 1988 in Portland, Oregon) ist ein ehemaliger US-amerikanischer Leichtathlet. Er hielt von 2012 bis 2018 den Weltrekord im Zehnkampf und ist der aktuelle Weltrekordhalter in dem bei Hallenwettbewerben ausgetragenen Siebenkampf. Als überragender Läufer und Springer in der Geschichte des Mehrkampfs war er in der Lage, seine eher durchschnittlichen Leistungen in den Wurfdisziplinen mehr als auszugleichen.

## Leben
Eaton studierte von 2006 bis 2010 Psychologie an der University of Oregon in Eugene. 2008 wurde er NCAA-Meister im Zehnkampf, verpasste aber als Fünfter der US-amerikanischen Ausscheidungswettkämpfe die Qualifikation für die Olympischen Spiele in Peking. Im folgenden Jahr siegte er bei den NCAA-Hallenmeisterschaften im Siebenkampf und verteidigte seinen Titel im Freien erfolgreich. Bei den US-amerikanischen Meisterschaften wurde er Zweiter hinter Trey Hardee. Kurze Zeit später belegte er bei den Weltmeisterschaften in Berlin allerdings nur den 18. Rang im Zehnkampf, während Hardee die Goldmedaille errang.
2010 verbesserte Eaton bei den NCAA-Hallenmeisterschaften den Siebenkampfweltrekord seines Landsmanns Dan O’Brien um 23 auf 6499 Punkte. Mit persönlichen Bestleistungen in vier Einzeldisziplinen steigerte er diese Marke 2011 in Tallinn auf 6568 Punkte. Im selben Jahr gewann er die US-amerikanischen Meisterschaften im Zehnkampf mit 8729 Punkten und übertraf seine bisherige Bestleistung um 272 Punkte. Bei den Weltmeisterschaften 2011 in Daegu holte er mit 8505 Punkten die Silbermedaille hinter dem Titelverteidiger Trey Hardee.
Bei den Hallenweltmeisterschaften 2012 in Istanbul gewann Eaton den Titel im Siebenkampf mit 6645 Punkten und steigerte seinen Weltrekord damit um 77 Punkte. Sein Vorsprung von 574 Punkten auf den zweitplatzierten Ukrainer Oleksij Kasjanow war der größte in der Geschichte der Hallenweltmeisterschaften und seine Weitsprungleistung von 8,16 m war die beste innerhalb eines Siebenkampfs überhaupt.
Bei den Olympischen Spielen 2012 in London gewann Eaton mit 8869 Punkten ungefährdet die Goldmedaille. Über 100 Meter und 400 Meter sowie im Weitsprung erzielte er dabei die beste Leistung aller Teilnehmer; im Speerwurf stellte er eine neue persönliche Bestleistung auf. 2013 wurde er bei den Weltmeisterschaften in Moskau mit 8809 Punkten erstmals Weltmeister.
Bei den Hallenweltmeisterschaften 2014 in Sopot verteidigte Eaton seinen Titel im Siebenkampf mit 6303 Punkten. Wie im Februar angekündigt konzentrierte er sich fortan auf die 400-Meter-Hürden-Distanz. So gab er am 19. April in Walnut mit 50,01 s sein offizielles Debüt über die Strecke. Danach steigerte er sich fast regelmäßig von Wettkampf zu Wettkampf, bis er schon bald in der Weltspitze mitlief. Im Mai blieb er erstmals unter der 50-Sekunden-Marke, im Juni gelang ihm in Oslo sein erster Diamond-League-Sieg. In Ostrava steigerte er sich auf 48,94 s und beim Glasgow Grand Prix lief er mit 48,69 s auf den zweiten Platz und in die Top Ten der Weltjahresbestliste.
Bei den Weltmeisterschaften 2015 in Peking gewann er erneut den Titel im Zehnkampf. Dabei verbesserte er mit 9045 Punkten seinen eigenen Weltrekord, der ihm eine Zusatzprämie von 100.000 US-Dollar einbrachte. Der Rekord wurde 2018 vom Franzosen Kevin Mayer mit einer Leistung von 9126 Punkten beim Décastar in Talence übertroffen.
Bei den Olympischen Spielen 2016 in Rio de Janeiro 2016 gewann Eaton mit neuem olympischen Rekord von 8893 Punkten die Goldmedaille vor Kevin Mayer und dem Kanadier Damian Warner. Nach Bob Mathias (1948 und 1952) und Daley Thompson (1980 und 1984) ist er der dritte Zehnkämpfer, dem eine Wiederholung seines Olympiasieges gelang.
Eaton ist seit Juli 2013 mit der kanadischen Siebenkämpferin Brianne Theisen-Eaton (* 1988) verheiratet. Anfang des Jahres 2017 erklärten er und seine Frau gemeinsam ihren Rücktritt. Als Grund gab Eaton fehlende sportliche Ziele an.

## Weltrekorde

### 2012
Am 23. Juni 2012 stellte er bei den US-amerikanischen Qualifikationswettbewerben in Eugene für die Olympischen Spiele in London mit 9039 Punkten einen neuen Zehnkampfweltrekord auf und verbesserte damit die zuvor elf Jahre gültige Bestmarke des Tschechen Roman Šebrle um 13 Punkte. Eatons Leistungen im 100-Meter-Lauf (10,21 s) und im Weitsprung (8,23 m) waren dabei die besten, die jemals innerhalb eines Zehnkampfs erzielt worden sind.
Für diesen Weltrekord erhielt er eine 750.000-$-Bonuszahlung von seinem Sponsor Nike.

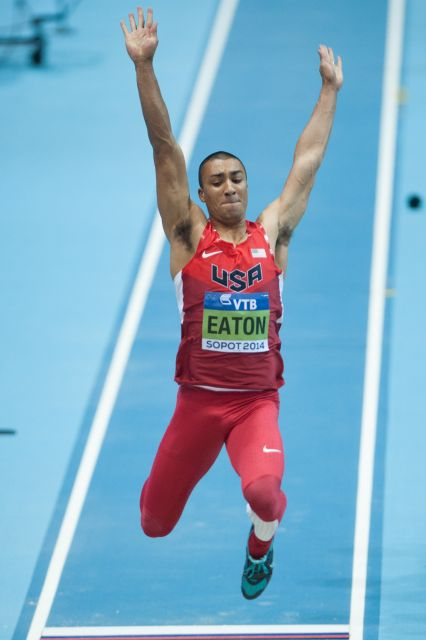
Eaton beim Weitsprung in Sopot

Die einzelnen Leistungen:
| Disziplin         | Leistung    | Punkte |
| ----------------- | ----------- | ------ |
| 0100 Meter        | 10,21 s     | 1044   |
| 0Weitsprung       | 8,23 m      | 1120   |
| 0Kugelstoßen      | 14,20 m     | 741    |
| 0Hochsprung       | 2,05 m      | 850    |
| 0400 Meter        | 46,70 s     | 973    |
| 0110 Meter Hürden | 13,70 s     | 1014   |
| 0Diskuswurf       | 42,81 m     | 722    |
| 0Stabhochsprung   | 5,30 m      | 1004   |
| 0Speerwurf        | 58,87 m     | 721    |
| 01500 Meter       | 4:14,48 min | 850    |
| 0Gesamtpunktzahl  |             | 9039   |

### 2015
Bei den Weltmeisterschaften 2015 in Peking verbesserte er am 29. August 2015 den Rekord um sechs auf 9045 Punkte. Von der IAAF erhielt er dafür eine Extraprämie von 100.000 US-Dollar. Seine 400-Meter-Leistung von 45,00 s war die schnellste in einem Zehnkampf über diese Strecke gelaufene Zeit.
Die einzelnen Leistungen:
| Disziplin         | Leistung    | Punkte |
| ----------------- | ----------- | ------ |
| 0100 Meter        | 10,23 s     | 1040   |
| 0Weitsprung       | 7,88 m      | 1030   |
| 0Kugelstoßen      | 14,52 m     | 760    |
| 0Hochsprung       | 2,01 m      | 813    |
| 0400 Meter        | 45,00 s     | 1060   |
| 0110 Meter Hürden | 13,69 s     | 1015   |
| 0Diskuswurf       | 43,34 m     | 733    |
| 0Stabhochsprung   | 5,20 m      | 972    |
| 0Speerwurf        | 63,63 m     | 793    |
| 01500 Meter       | 4:17,52 min | 829    |
| 0Gesamtpunktzahl  |             | 9045   |

## Bestleistungen
| 100 Meter:        | 10,21 s     | 22. Juni 2012 (Eugene)          |
| Weitsprung:       | 8,23 m      | 22. Juni 2012 (Eugene)          |
| Kugelstoßen:      | 15,40 m     | 30. März 2013 (Palo Alto)       |
| Hochsprung:       | 2,11 m      | 10. Juni 2012 (Burnaby)         |
| 400 Meter:        | 45,00 s     | 28. August 2015 (Peking)        |
| 110 Meter Hürden: | 13,35 s     | 4. Juni 2011 (Eugene)           |
| Diskuswurf:       | 47,36 m     | 14. August 2011 (Chula Vista)   |
| Stabhochsprung:   | 5,40 m      | 8. August 2015 (Portland)       |
| Speerwurf:        | 66,64 m     | 16. März 2013 (San Luis Obispo) |
| 1500 Meter:       | 4:14,48 s   | 23. Juni 2012 (Eugene)          |
| Zehnkampf:        | 9045 Punkte | 29. August 2015 (Peking)        |
|                   |             |                                 |
| 200 Meter:        | 20,76 s     | 19. April 2013 (Walnut)         |
| 400 Meter Hürden: | 48,69 s     | 11. Juli 2014 (Glasgow)         |